# Сан-Висенти (остров)
Сан-Висе́нти (порт. São Vicente) — второй по численности населения остров Кабо-Верде. Старое название — Порту-Гранде. Протяженность острова составляет 24 км в длину и 16 км в ширину. Площадь — 227 км². Население — 67 844 человека.

## География

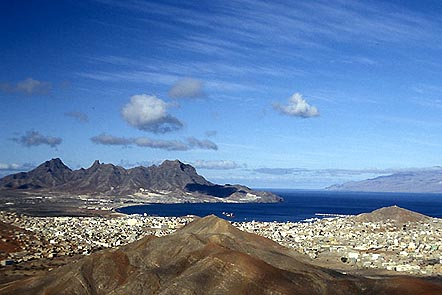
Vista de São Vicente

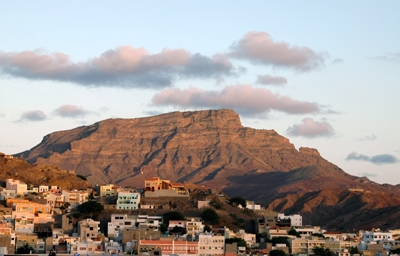
Вид на Монте-Верде

Несмотря на своё вулканическое происхождение, остров довольно плоский. Самая высокая точка — гора Монте-Верде (порт. Monte Verde), 774 м. Хотя остров был подвержен значительной эрозии, на его поверхности сохранилось несколько заметных кратеров.
Западная оконечность острова — мыс Жуан-д-Эвора, северная точка — мыс Кальяу, на востоке — мыс Кальета-Гранди, на юге — мыс Машаду. С юго-западной стороны острова расположена бухта Порту Гранди, а с западной — бухта Саламанса, к северо-востоку залив Байа дас Гатас.
Климат, в основном, тропический и сухой с температурой воздуха около 24 °C в течение всего года, воды — между 22 °C и 25 °C. Выделяют два сезона: сухой и ветреный период с ноября по июль, «сезон дождей» с августа по октябрь.

## История
Остров был открыт португальским мореплавателем Диогу Гомешем 22 января 1462 г., в день св. Викентия (Винсента). Вследствие недостатка воды на острове он долго оставался необитаем, за исключением того, что некоторые фермеры с соседнего о. Санту-Антан организовали на нём выпас скота (в основном, коз). Своим последующим бурным экономическим развитием и ростом населения в середине XIX века он обязан залежам угля, обнаруженным англичанами в Порту-Гранди в 1838 г. Выгодное местоположение острова сделало его одним из основных промежуточных пунктов поставки угля судам, пересекавшим Атлантику.
Из-за отсутствия дождей и, как следствие, недостатка натуральных ресурсов, экономика острова до сих пор основывается на торговле и сфере обслуживания. Многочисленные попытки засадить остров лесом не увенчались успехом, но процесс продолжается.
Город Минделу (порт. Mindelo) получил своё название благодаря высадившимся на берег жителям одноименного населенного пункта на севере Португалии. Со временем город стал важным портом, принимающим корабли со всего мира. Постепенно город превратился в культурный центр, где получили развитие музыка, литература и спорт. В 2003 году был избран культурной столицей португалоязычного мира.

## Населённые пункты
- Баия-даш-Гаташ
- Кальяу (англ. Calhau)
- Мадейрал (англ. Madeiral)
- Минделу
- Саламанса (англ. Salamansa)
- Сан-Педру (англ. São Pedro)

## Административное деление
Административно остров входит муниципалитет Сан-Висенти.
| Остров      | Муниципалитет | Община               |
| ----------- | ------------- | -------------------- |
| Сан-Висенте | Сан-Висенти   | Носса-Сеньора-да-Луш |
| Санта-Лузия | Сан-Висенти   | Носса-Сеньора-да-Луш |

## Культура
Карнавалы в Минделу считаются самыми праздничными и оживленными на всем архипелаге. Праздник в Минделу не сравним ни с какими другими шествиями по оживленности, красочности и необыкновенной специфике.
Баия-даш-Гаташ — фестиваль, проходящий в течение выходных дней в августе во время полнолуния. Он взял своё начало с пляжа Praia das Gatas, где собиралась компания друзей, которые сочиняли музыку и танцевали. Эти встречи переросли в музыкальное событие с участием местных и международных исполнителей, морскими состязаниями и различными культурными программами.
Театральный фестиваль Mindelact — это международные встречи любительских театральных трупп, проходящие ежегодно в сентябре.
Местные ремесла возрождаются благодаря Национальному Центру Ремесел и нескольким мастерским. Плетение, батик, сувениры и поделки из скорлупы кокосовых орехов, ожерелья и украшения из ракушек и камней — вот небольшой перечень того, что мастерят народные умельцы.

## Кухня
Основу островной кухни составляют моллюски. Популярные блюда:
- «arroz de cabidela de marisco а dadal» — моллюски с рисом;
- «guisado de percebes» — омары на гриле;
- «moreia frita» — жареная мурена.

## Спорт и развлечения
Вся спортивная жизнь Кабо-Верде берет своё начало с Сан-Висенти.
Самый молодой и самый популярный вид спорта — виндсёрфинг. С пляжей Сан-Педру «выплыло» немало интернациональных чемпионов. Другие виды развлечений — велоспорт и верховая езда.
Европейцы завезли на остров гольф. Существует замечательная площадка на 18 лунок для любителей этого вида спорта.